# サンファイア
サンファイア (Sunfire) は、マーベル・コミックのスーパーヒーローである日本人のミュータント。本名は吉田四郎。
妹は彼と同様のミュータントパワーを持つヒロイン・サンパイア（Sunpyre、本名は吉田玲優 (Leyu Yoshida) ）。従兄妹に、ウルヴァリンの婚約者だった矢志田真理子と、彼女の異母兄弟であるシルバー・サムライがいる。
初登場は「X-Men」 #64（1970年1月）。

## 能力
- 太陽輻射を吸収して爆発性のエネルギー・プラズマに変える能力を持つ。
  - このプラズマは酸素と結合して灼熱の炎になる。
  - またこれを応用して、手から超高熱の放射性爆炎を放射することもできる。
- 周囲の空気をイオン化することにより、自分自身を鋼鉄をも溶解する高熱のオーラで包むことができる。
  - このイオン化ガスを集中させて、ロケットのように飛行することができる。
- 赤外線を視覚することができ、サーモグラフィーのように熱を「見る」ことができる。
- 熱および放射線に対する高い耐久力を有する。

なお以上の能力は現在ローグに吸収され、アポカリプスの配下である黙示録の四騎士として別の能力がアポカリプスから付与されている。

## 弱点
性格的な弱点として、その短気さがあげられる。また、我が強く、尊大な態度をとりやすい。そのためチームとしての活動は苦手とし、X-メンのメンバーとしての活動も断続的なものである。

## 来歴
彼の母親はその広島の原爆で被爆し、四郎はこのときの胎内被曝によってミュータント能力を得た。彼の父親・三郎は親米的な外交官であった。母親は彼が幼いうちに死去し、四郎は職務に忙殺される父親ではなく、強硬な反米活動家だった叔父・トモに育てられた。トモに影響された四郎は原爆を投下し、彼から母を奪ったアメリカを激しく憎むようになった。
反米的な超人テロリストとしてサンファイアを名乗った四郎は、アメリカ合衆国議会議事堂に対して単独攻撃を行い、X-メンと戦った。その戦いの最中、四郎はトモが三郎を殺害する現場を目撃してしまう。自らが囮として使われたこと、心酔していたトモが卑劣な殺人者であったことを知って動転した四郎は、火炎ブラストでトモを殺害。最後には降伏し、自ら投降した。
数ヵ月後、X-メンの指導者・プロフェッサーXは、島ひとつが丸ごと生きているミュータント・クラコア島に捕らわれたX-メンを救出するために新しいミュータントチームを編成することとなった。四郎はその一員に徴用された（Giant-Sized　X-Men #1）。サンファイアを含む新たなミュータント・チームは、X-メン救出ミッションに成功する。しかし、その短気な性格が災いして、サンファイアがX-メンの恒久的なメンバーに組み入れられることはなく、四郎は日本に戻ることになった。その後もサンファイアは、いくつかのタイトルに散発的に登場するが、そこでも彼の短気さが原因となって他のヒーローと対立する構図をとることが多かった。
それまでの経歴はさておき、サンファイアは日本の国家的英雄とされてきた。しかし、マグニートーが世界中に強力な電磁パルスをばら撒いた事件の際、彼は自分のミュータント能力の制御を失い、爆発炎上した。そんな彼の姿は、国民の誤解を招き、日本国内にパニックを引き起こした。事態を重く見た日本政府はサンファイアを逮捕・拘束し、彼の核エネルギーを放出する能力が減衰するまで監禁することとした。サンファイアの監禁場所はシルバー・サムライによって発見され、シルバーサムライとウルヴァリンの手によってサンファイアは解放された。ウルヴァリンは彼を、カナダ政府のミュータント研究機関であるデパートメントHに匿うことにした。
不安定なミュータント能力を制御するための訓練を続けるサンファイアだったが、彼は自分の能力が、自分自身の肉体に悪性の放射線障害を引き起こし、それが彼を蝕んでいることに気付いた。この悪性疾患の最初の徴候は、黒いしみとして彼の体の右側に現れた。この漆黒のしみは彼の右半身全てを覆うようになり、サンファイアの生命はもはや風前の灯と思われた。死を覚悟したサンファイアは、生涯の最後の日々を故郷・日本で過ごすことに決めた。そんな彼を日本で迎えたのは、ギリ・インダストリアル・コーポレーションと新たなヒーロー・チーム「ビッグ・ヒーロー・シックス」であった。

## ビッグ・ヒーロー・シックス
ビッグ・ヒーロー・シックス(Big Hero Six)は、1998年に日本政府が結成した独自のスーパーヒーロー・チーム。
リーダーには国民的英雄サンファイアを迎え、ギリ・インダストリアル・コーポレーションがチームをバックアップする組織として働くこととなった。
他のメンバーは、
- シルバーサムライ (Silver Samurai)
- ヒロ・タカチホ (Hiro Takachiho)
- ベイマックス (Bay-Max)
- ゴーゴー・トマゴ (Go Go Tomago)
- ハニーレモン (Honny-Lemon)

の5名である。（ミニシリーズ「Sunfire and Big Hero Six」）

### チームメンバー
シルバー・サムライ (Silver Samurai)
本名はハラダ・ケンイチロウ。初出は「DAREDEVIL #11」。
サンファイアの従兄弟にして、ビッグ・ヒーロー・シックスの行動隊長。
日本刀の刀身にタキオンフィールドを生成し、アダマンチウム以外のあらゆる物質を切断する。
ヒロ・タカチホ (Hiro Takachiho)
13歳の天才少年で、全世界を驚嘆させた知能の持ち主。斬新かつユニークな「技術的驚異」を作り出す専門家である（彼の仲間でありボディガードでもある人造生命体ベイマックスもそのひとつ）。
最初はビッグ・ヒーロー・シックスに対して非協力的だったが、母親がエヴァーレイスに拉致されたこと、また敬愛するサンファイアがチームリーダーであることを知ったことからチームへの参加を決めた。
チーム参加当初は生身だったが、最近では自ら開発した戦闘用飛行アーマースーツを着用している。
ベイマックス (Baymax）
ヒロによって作られた人造生命体。ヒロの親友でありボディーガードでもある。
水を主な動力源とし、人間に近い外見からドラゴンのような形態に変身することができる。
またベイマックスのメモリ・チップは、ヒロの亡き父親の思考と感情を保持するようにプログラムされている。
ハニーレモン (Honey Lemon)
マーシャルアーツの達人である美少女。
パワーパース（Power Purse）から、自分が考えうるあらゆる道具を取り出すことができる。
本名「ミヤザキ・アイコ」
ゴーゴー・トマゴ (Go Go Tomago)
自分の体を爆発的なエネルギーの球体に変え、超高速で突貫することができる。ただしこの能力を起動させるためには自分の名前を叫ぶ（「ゴーゴー！」）必要がある。
ビッグ・ヒーロー・シックスに参加するために刑務所から釈放された。
どちらかといえば人嫌いであり、付き合いの悪さはたとえ相手がチームメイトであっても変わらない。言葉遣いは荒いが正直。チーム一のせっかちである。
本名「タナカ・レイコ」

### ヴィラン
エヴァーレイス (Everwraith)
幽霊のように半ば実態のない姿をもつヴィラン。通常の攻撃ではその身体を傷つけることができない。
テレポートと飛行能力を有する。
核エネルギーを吸収し、ネクロプラズミック・ブラストを放射する。
エヴァーレイスは、第二次世界大戦における広島と長崎の原爆で死亡した犠牲者の残留アストラル体の悪しき顕現である。誕生してから数十年、エヴァーレイスは日本人を大量虐殺した米国に対する復讐を計画し続けた。しかし、戦争の記憶とともに核の記憶が日本人から薄れ始めると、エヴァーレイスの存在そのものが弱まり始めた。彼は、自らが愛する国ニッポンが、究極の愛国者たる自分に背を向けたと思い、日本の文化を彼／彼らが死ぬ以前の姿に戻したいと望んだ。
彼は、核による大虐殺こそが日本に経済的かつ技術的な優越性をもたらしたとして、日本が現在の惰弱さから抜け出して再発展するためには再び日本を核の炎で焼く必要があると狂信し、そのためにサンファイアのミュータント能力を悪用しようと画策した。
ビッグ・ヒーロー・シックスの活躍で彼の暴走は食い止められ、サンファイアの怒りの炎で焼き尽くされたエヴァーレイスは今度こそ本当の死を迎えた。

## 他のバージョン

### エイジ・オブ・アポカリプス
エイジ・オブ・アポカリプスの世界では、日本はアポカリプスの配下である黙示録の四騎士の一人ホロコーストによって壊滅させられた。
大虐殺の生き残りであるシロウは捕らえられ、黙示録の四騎士の一人デスことマキシマスに人体実験の材料として与えられた。シロウのミュータントパワーは限界を超えて引き出され、彼の全身は炎を上げて燃えあがった。
X-メンの手で救われたシロウは彼らに加わり、サンファイアのコードネームを名乗るようになった。
サンファイアはミュータントパワーを制御するための抑制スーツを着用したが、炎は治まることなく燃え続けた。
故国を滅失った悲しみに取りつかれたサンファイアは、ローグが率いるX-メンのタスクフォースに参加し、シカゴでホロコーストと死闘を繰り広げる。

### ハウス・オブ・M
ハウス・オブ・Mの世界では、サンファイアは日本の皇帝になっている。彼の支配の下、全人口における貧困層の割合が極めて高かったにもかかわらず、国は繁栄した。
サンファイアはS.H.I.E.L.D.日本支部の極秘計画「プロジェクト・ジェネシス(Project：Genesis)」に加わっており、この計画は人間を強制的にミュータントへ変化させることが目的だった。S.H.I.E.L.D.の新米エージェントチーム、ヘリオンズは、テロリストの調査中に偶然、プロジェクト・ジェネシスの存在と皇帝サンファイアとのつながりを発見した。サンファイアはヘリオンズに対し、プロジェクト・ジェネシスの目的は有機廃棄物をリサイクルして貧しい人々の食物にすることだと説明し彼らを欺いた。

### マーベル・ゾンビーズ
マーベル・ゾンビーズの世界では、シルバーサーファーが地球に侵攻する傍らで、ゾンビー化したサンファイアとシルバー・サムライが一般人を虐殺している姿が見られた。

### アルティメット・サンファイア
アルティメット版でのサンファイアは、『アルティメット・X-メン』94号にアルファ・フライトのメンバーとして登場する。
彼のパワーはバンシーと呼ばれるミュータント用ドラッグによって強化され、チームの新メンバー、ファイアスター(Firestar)と張り合っている。